# Tyler Lovell
Tyler Lovell (* 23. Mai 1987 in Perth) ist ein australischer Hockeyspieler.

## Karriere
Lovell begann mit fünf Jahren bei einem Verein in Kalamunda gemeinsam mit seinem Zwillingsbruder Hockey zu spielen, bevor er ein Jahrzehnt später zum YMCC Hockey Club wechselte. Nachdem er 2011 mit den Perth Thundersticks die Australian Hockey League gewonnen hatte, feierte er seinen ersten internationalen Erfolg, als er mit der Australischen Nationalmannschaft zwei Jahre später den Oceania Cup gewann. Im Jahr darauf erspielte er bei der Champions Trophy die Bronzemedaille und wurde durch den Sieg mit 6:1 gegen die Niederlande Weltmeister. 2015 triumphierte Lovell mit dem indischen Verein Ranchi Rays in der Hockey India League, während er mit dem Nationalteam den Titel beim Oceania Cup verteidigte und in der Hockey World League siegte. Im folgenden Jahr erspielte er seinen ersten Titel bei der Champions Trophy, bevor er 2017 zum dritten Mal in Folge den Oceania Cup gewann. Außerdem war er bei der Hockey World League in Bhubaneswar siegreich. Bei der Champions Trophy verteidigte Lovell 2018 mit der Nationalmannschaft den Titel, während er bei den Weltmeisterschaften die Bronzemedaille erspielte und in seinem Heimatland die Commonwealth Games gewann. 2019 war er ein weiteres Mal beim Oceania Cup erfolgreich und triumphierte im Endspiel der Hockey Pro League mit 3:2 gegen die belgische Auswahl. 2021 verkündete Lovell nach 141 Spielen für Australien sein Karriereende in der Nationalmannschaft.